# Thérèse Jeanne Julienne Bretton des Chapelles
Thérèse Jeanne Julienne Bretton des Chapelles (1773-1837), surnommée « Juliette » fut l'amie d'enfance de Joséphine de Beauharnais et l'épouse de Pierre de Bauduy de Bellevue cofondateur de la société américaine DuPont, et parmi les réfugiés français de Saint-Domingue en Amérique, sur lesquels les historiens ont retrouvé de nombreux détails dans son abondante correspondance. 

## Biographie
Née à L'Arcahaye, elle est la fille de Jean-Baptiste François Bretton des Chapelles (1739-1795), planteur et officier de la milice de Saint-Domingue, et de Claudine Mahé de Launay. Elle avait deux frères et trois sœurs, dont Fortunée Prudence Pauline Claudine, qui épousera le capitaine des dragons de Saint-Domingue Claude-Henry-Etienne Bernard de Sassenay.
Juliette est une amie d'enfance de Joséphine de Beauharnais, fille d'une famille de planteurs de la Martinique et future femme de Napoléon. Un jour, les trois jeunes filles se font dire leur avenir par Euphémia, une vieille esclave. Joséphine apprend qu'elle épousera un empereur, Juliette un homme de son rang et la troisième jeune fille qu'elle deviendra une princesse.
Cette prédiction s'est réalisée, y compris pour la troisième jeune fille, qui peu de temps après la prédiction embarque pour l'Europe, se fait capturer par des pirates, qui la retienne en Turquie, où un prince perse tombe amoureux d'elle et lui donne le nom de Mimika.
Le 4 octobre 1790, Juliette épouse à Léogâne, sur une propriété de son père, Pierre de Bauduy de Bellevue. Le couple reçoit une rente annuelle de 30 000 livres versée par les deux familles. Mais huit mois plus tard, la révolte des esclaves de déclenche tout près de chez eux.
Son mari tente de protéger la plantation familiale en août 1791 lorsqu'elle est l'une des premières victimes de la révolte noire, brûlée et victime de massacres, auxquels s'opposent sans succès une centaine de soldats. Pendant quatre mois, son beau-frère Louis Alexandre de Bellevue, et sept autres hommes vivent barricadés dans la plantation de Bellevue. Son père est tué par les révoltés, et la plantation brûlée.
Sa propre mère est tuée aussi dans l'insurrection, et son père lui demande de fuir avec son mari en promettant de les retrouver plus tard, avec leur bébé, Ferdinand. Le couple fuit le 27 septembre 1791 sur un navire du banquier Stephen Girard qui arrive le 14 octobre Philadelphie.
À son arrivée, son mari Pierre de Bauduy de Bellevue créé une entreprise de fabrique de fiacres, puis revient en 1795 à Saint-Domingue pour vendre sa plantation. Il achète en 1798 au financier Robert Morris une grande propriété nommée Eden Park à Wilmington, dans le Delaware, et y créé en 1802 une petite entreprise chimique de fabrication de poudre, avec Eleuthère Irénée du Pont de Nemours, fils de Pierre Samuel du Pont de Nemours, qui deviendra la multinationale DuPont. 
L'épisode de la prédiction amena Thérèse Jeanne Julienne Bretton des Chapelles, devenue Juliette de Bauduy de Bellevue à choisir le prénom de sa fille, Mimika Louisa Bauduy, qui épouse elle en septembre 1809 Vital Marie Garesché du Rocher (1782-1844) , ami personnel du président américain Andrew Jackson, fils d'une autre famille de Saint-Domingue, la famille Garesché, qui a été éduqué par l'Abbé Carles, un des fondateurs d'Asylum.